# René Le Lamer
René Le Lamer (* 7. April 1948 in Étel) ist ein ehemaliger französischer Fußballspieler und -trainer.

## Spielerkarriere
Der 173 Zentimeter große Abwehrspieler Le Lamer war 17 Jahre alt, als er 1965 in die Reservemannschaft des Profiklubs FC Nantes aufgenommen wurde. 1966 schaffte er bei dem Verein, der im selben Jahr französischer Meister geworden war, das Aufrücken in die Erstligamannschaft. Zu einer Zeit, in der Ein- und Auswechslungen noch nicht möglich waren, kam er während seines ersten Jahres zu 13 Partien in der höchsten nationalen Spielklasse und belegte mit der Mannschaft Rang zwei. 1967 wurde er an den Zweitligisten RC Joinville verliehen, wo er in der Defensive unumstritten gesetzt war. Nach seiner Rückkehr zu Nantes im Jahr 1968 verbrachte er eine weitere Spielzeit mit regelmäßigen Einsätzen bei den Westfranzosen, konnte sich aber nicht endgültig einen Stammplatz erkämpfen.
Der Spieler wechselte 1969 im Alter von 21 Jahren zum Erstligarivalen AC Ajaccio auf die Insel Korsika. Bei diesem war er die folgenden Jahre über fest gesetzt, auch wenn er sich mit der Mannschaft im Abstiegskampf zu behaupten hatte. Nachdem der Sturz in die Zweitklassigkeit 1970 knapp abgewendet werden konnte, stieg die Elf 1973 als Tabellenletzter ab. Angesichts dessen entschied sich Le Lamer dazu, den Verein nach vier Jahren zu verlassen. Bei den Korsen blieb er durch 141 Erstligapartien als Rekordspieler von Ajaccio in der obersten Spielklasse in Erinnerung. Es war mit dem Troyes AF ein in die erste Liga aufgestiegener Verein, der ihn 1973 unter Vertrag nahm. Fortan rettete er sich mit der Mannschaft jedes Jahr knapp vor dem Abstieg, ehe dieser 1978 nicht mehr zu verhindern war. Weil er die gesamte Zeit über Stammspieler gewesen war und 177 Spiele in der Liga bestritt, avancierte er auch bei Troyes zum Rekord-Erstligaspieler des Vereins. 
Ebenso wie in Ajaccio kehrte er Troyes nach dem Abstieg 1978 den Rücken und unterschrieb beim weiterhin der ersten Liga angehörenden SCO Angers und erhielt dort einen festen Platz in der Abwehr. Wie fast immer in seiner Laufbahn musste er mit diesem gegen den Abstieg kämpfen, bestand diesen Kampf jedoch beide Male erfolgreich. 1980 beendete er mit 32 Jahren nach 418 Erstligapartien und 30 Zweitligapartien jeweils ohne Torerfolg seine aktive Laufbahn. Für die französische Nationalelf war er nie berücksichtigt worden.

## Trainerkarriere
Mit dem Viertligisten US Concarneau war es ein Verein aus seiner Heimatregion Bretagne, bei dem Le Lamer 1980 seine Laufbahn als Trainer begann. Zeitweise stand er für diesen auch als Spieler auf dem Platz. 1983 wechselte er zum lothringischen Drittligisten CO Saint-Dizier, bei dem er ebenfalls das Traineramt bekleidete. Im Jahr 1985 übernahm er dann den ebenfalls drittklassig antretenden CS Louhans-Cuiseaux und führte diesen ein Jahr später zum Aufstieg in die Zweitklassigkeit. Er blieb dem Klub langfristig treu und konnte ihn über Jahre hinweg in der zweiten Liga halten, ehe die bislang in zwei Gruppen ausgetragene Spielklasse 1993 zu einer Gruppe zusammengefasst wurde und daher der Platz zwölf von achtzehn bereits den Abstieg bedeutete. 1994 kehrte er Louhans-Cuiseaux nach neun Jahren den Rücken und fand im Drittligarivalen FC Istres einen neuen Arbeitgeber. 
Nach Jahrzehnten im Vereinsfußball verabschiedete sich Le Lamer 1997 aus diesem, um den Trainerposten bei der Regionalauswahl der Bretagne zu übernehmen. Bereits 1998 gab er dies jedoch wieder auf und ging zum Viertligisten Clermont Foot, den er 1999 in die dritte Liga brachte. 2000 wurde er vom Zweitligisten FC Gueugnon verpflichtet, blieb dort aber nur für ein Jahr im Amt des Trainers. Dem folgte eine Zeit außerhalb des Fußballs, ehe er im Dezember 2006 auf die Bank des FC Istres zurückkehrte. Obwohl er diesen 2007 nicht vor dem Abstieg in die dritte Spielklasse bewahren konnte, behielt er seinen Trainerposten bis 2008. In diesem Jahr war es der drittklassige FC Gueugnon, der ihn ein weiteres Mal als Trainer unter Vertrag nahm. Dort entdeckte er unter anderem auf das Talent Romain Alessandrini, der den Weg in die erste Liga schaffte und 2012 im Kader der Nationalelf stand. Zudem ergab sich eine äußerst ungewöhnliche Situation, da er mit Tony Vairelles einen Spieler in der Mannschaft hatte, der die Aktienmehrheit am Klub besaß und damit faktisch sein Vorgesetzter war. 2010 beendete er mit 62 Jahren seine Laufbahn im Fußball endgültig und zog in die Alpilles, um dort den Ruhestand zu verbringen und Oliven anzubauen.